# Pericoma fenestrata
Pericoma fenestrata är en tvåvingeart som beskrevs av Tonnoir 1929. Pericoma fenestrata ingår i släktet Pericoma och familjen fjärilsmyggor. Inga underarter finns listade i Catalogue of Life.